# Błahodatne (rejon bachmucki)
Błahodatne (ukr. Благодатне) – wieś na Ukrainie, w obwodzie donieckim, w rejonie bachmuckim, w hromadzie Sołedar. W 2001 liczyła 137 mieszkańców, wśród których 97 wskazało jako ojczysty język ukraiński, 21 rosyjski, a 19 ormiański.